# 대한민국의 여행금지제도
《대한민국 여권법》에는 대한민국 외교부 여권심의위원회가 지정한 이른바 여행 금지 국가(법률상 정식 명칭 특정 해외 국가 또는 지역에서의 여권의 사용 제한 등)에 외교부 장관의 예외적 여권 사용 허가 없이 입국하는 대한민국 국민을 처벌하는 조항이 있다.
한편 조선민주주의인민공화국은 《국가보안법》, 《남북 교류 협력에 관한 법률》(약칭 《남북 교류 협력법》)에서 '반국가단체'로 규정하여 진입을 강하게 막고 있는 대상국이다. 그 외 남극 역시 원칙적으로 《남극 활동 및 환경 보호에 관한 법률》(약칭 《남극 활동법》)에 의해 출입이 제한된다.
그러나 국가가 여행 금지를 명령하고 이를 어기는 자를 처벌하는 법은 현대에 이르러서는 국가의 과도한 간섭이라는 논란이 있다. 하지만 일부에서는 여행 이전에 사람의 생명과 연관된 문제이기 때문에 납치, 구금, 사살 등이 발생할 경우 그 피해는 고스란히 여행자의 가족이나 관계자들 나가서는 국가에게도 책임이 전가될 수 있기 때문에 여행금지제도는 필요하다고 주장하고 있다. 또한 국가의 입장에서는 자국 국민의 생명을 지켜야하는 의무를 지니고 있는만큼 여행 금지 조치는 당연한 권한이라고도 주장한다. 일부에서는 금지가 안 되면 여행자들이 상황 판단을 통해서 임의로 자제를 하는 것이 바람직하다고 보고있다. 현행 대한민국 헌법에서도 국가 및 정부는 대한민국 국민의 생명 및 인권을 보호할 수 있는 권리와 의무를 가진다는 조항도 있기 때문에 국가에서의 여행 금지 조치는 국가가 가진 헌법의 책무이니만큼 과도한 간섭은 아니라는 것이다.

## 대한민국 여권법에 의한 여행 금지 국가 및 지역
2007년 8월 7일부터 여행 금지 대상으로 지정된 국가 및 지역을 외교부 장관의 허가 없이 무단 여행시에는 《여권법》 제26조에 따라 1년 이하의 징역 또는 1,000만원 이하의 벌금에 처해진다. 2025년 2월 1일 기준으로 대한민국 외교부에서는 총 20개국 전체 또는 일부 지역을 《여권법》에 따른 여행 금지 대상으로 지정하고 있다.
1. 이라크 (2004년 4월 9일[6] ~ 현재)
  - 2004년 김선일 피살 사건 이후에 처음으로 지정했으나 본격적으로 여행 금지 제도가 강화된 시기는 2007년 아프가니스탄의 탈레반 한국인 납치 사건 이후이다. (2007년 이전에는 갈 수 없는 나라였지만 처벌받는 정도는 아니었다. 본격적으로 강화된 시기가 2007년이었다) 그 외에도 대한민국 국적자를 상대로 한 다양한 테러가 일어났으며 이라크 내전이 끝난 직후에도 치안 상태가 매우 열악하다.
2. 소말리아 (2006년 12월 29일[7] ~ 현재)
  - 과도 연방 정부와 이슬람주의 군벌 세력 간의 분쟁으로 인해 무정부 상태로 보아도 무방할 정도로 치안 공백이 심각하다.
3. 아프가니스탄 (2007년 7월 21일[8] ~ 현재)
  - 2007년 탈레반 한국인 납치 사건을 계기로 지정되었다. 이 사건 이후로 여행금지제도가 강화되어 2007년 8월 7일부터 외교부 여행금지제도의 법적인 효력이 생겼다.
4. 예멘 (2011년 6월 21일[9][10] ~ 현재)
  - 예멘 내 반정부 소요 사태 장기화 및 예멘 정부군과 무장 부족 세력 간의 교전 등으로 인해 치안 상태가 극도로 불안하다. 2011년 예멘 혁명 이후에도 예멘 내전, 후티 반란이 이어지고 있어서 매우 위험하다.
5. 시리아 (2011년 8월 30일[11][12] ~ 현재)
  - 2011년 시리아 반정부 시위가 격화되고 시리아 정부의 강경 진압으로 인한 유혈 사태가 지속되었고 결국 지금까지 시리아 내전으로 변하고 말았다.
6. 리비아 (2014년 8월 4일[13][14] ~ 현재)
  - 리비아 내 무장 부족 세력 간의 교전 등으로 치안 상태가 극도로 불안하다. 2011년 리비아 내전 당시(2011년 3월 15일[15][16] ~ 2011년 12월 5일[17][18])에는 여행 금지 국가로 지정되었다. 무아마르 카다피 정권(리비아 아랍 자마히리야)이 붕괴된 이후에는 잠깐동안 여행경보 3단계(출국 권고)가 발령된 국가였으나 2014년부터 다시 여행 금지 국가로 지정되었다.
7. 필리핀 민다나오섬 방사모로 지역 (삼보앙가반도, 술루 제도, 바실란주, 타위타위주; 2015년 12월 1일[19][20] ~ 현재)
  - 필리핀 남부 민다나오섬의 방사모로 지역은 이슬람 무장 반군인 아부 사야프의 활동 지역으로 2015년 1월 대한민국 국민이 이슬람 반군 세력에 납치되어 사망하는 사건이 발생하는 등 정정과 치안 상황이 매우 불안하여 2015년 12월 1일 여행 금지 지역으로 지정되었다.
8. 우크라이나 (2022년 2월 13일[21][22][23] ~ 현재)
  - 2021~2022년 러시아-우크라이나 위기로 인하여 우크라이나에 대한 군사적 긴장이 고조되고 2022년 2월 24일부터 시작된 러시아의 우크라이나 침공으로 이어짐에 따라 2022년 2월 13일을 기해 여행 금지 국가로 지정되었다. 여기에는 2014년에 러시아가 합병과 함께 실효 지배 상태에 들어간 크림반도 전체, 2022년에 러시아가 점령과 함께 합병을 선언한 도네츠크주·루한스크주·자포리자주·헤르손주 일부 지역도 포함된다.
9. 러시아 로스토프주, 벨고로드주, 보로네시주, 쿠르스크주, 브랸스크주 내 우크라이나 국경에서 30km 구간 (2022년 3월 8일[24][25] ~ 현재), 쿠르스크주 전체 (2024년 11월 22일[26][27] ~ 현재)
10. 벨라루스 브레스트주, 호멜주 내 우크라이나 국경에서 30km 구간 (2022년 3월 8일[24][25] ~ 현재)
  - 러시아-우크라이나 위기로 인하여 2022년 3월 8일을 기해 여행 금지 지역으로 지정되었다. 2024년 11월 22일에는 러시아 쿠르스크주 전체 지역이 여행 금지 지역으로 지정되었다.
11. 아르메니아 내 아제르바이잔 접경 10km 구간 (아르츠바셴 제외; 2023년 4월 15일[28][29] ~ 현재)
12. 아제르바이잔 내 아르메니아 접경 5km 구간 (나흐츠반 자치 공화국 내 아르메니아 접경 지역 제외; 2023년 4월 15일[28][29] ~ 현재)
  - 아르메니아와 아제르바이잔 간의 2020년 나고르노카라바흐 전쟁이 러시아의 중재로 휴전되었음에도 불구하고 아르메니아와 아제르바이잔 간의 국경 지역에서 일어난 무력 충돌이 끊이지 않음에 따라 2023년 4월 15일을 기해 여행 금지 지역으로 지정되었다. 아르메니아의 경우 2023년 4월 15일에 아제르바이잔 접경 30km 구간이 여행 금지 지역으로 지정되었다가 2024년 8월 2일에 10km 구간으로 축소되었다.[30]
13. 수단 (2023년 4월 29일[31][32] ~ 현재)
  - 2023년 수단 분쟁의 여파로 인하여 2023년 4월 29일을 기해 여행 금지 지역으로 지정되었다.
14. 팔레스타인 가자 지구 (2023년 8월 1일[33][34] ~ 현재)
  - 가자 지구에서 지속되고 있는 무력 충돌로 인하여 2023년 8월 1일을 기해 여행 금지 지역으로 지정되었다.
15. 미얀마 샨주 북부 24개 지방자치체와 동부 10개 지방자치체, 꺼야주 (2023년 11월 25일[35][36] ~ 현재), 라카인주 (2024년 5월 1일[37][38] ~ 현재), 가인주 먀워디군 (2024년 12월 27일[39] ~ 현재)
  - 샨주 북부 24개 지방자치체와 꺼야주는 미얀마 내전의 지속으로 인해, 황금의 삼각지대에 위치한 샨주 동부 10개 지방자치체는 대한민국 국민들을 대상으로 한 취업 사기·마약 범죄의 증가로 인해 2023년 11월 25일을 기해 여행 금지 지역으로 지정되었다. 라카인주는 미얀마 정부군(따머도)과 현지 무장 반군 간의 교전이 격화됨에 따라 2024년 5월 1일을 기해 여행 금지 지역으로 지정되었다. 가인주 먀워디군은 대한민국 국민들을 대상으로 한 불법 취업 사기·감금 피해의 증가로 인해 2024년 12월 27일을 기해 여행 금지 지역으로 지정되었다.[40]
16. 라오스 보케오주 골든트라이앵글 경제 특구 (2024년 2월 1일[41][42] ~ 현재)
  - 보케오주 골든트라이앵글 경제 특구는 대한민국 국민들을 대상으로 한 취업 사기 등 각종 범죄 피해가 증가함에 따라 대한민국 외교부에서 해당 지역에 대해 특별여행주의보(2023년 8월 4일 발령), 여행경보 3단계(출국 권고, 2023년 11월 24일 발령)를 발령했음에도 불구하고 대한민국 국민들의 범죄 피해가 끊이지 않음에 따라 2024년 2월 1일을 기해 여행 금지 지역으로 지정되었다.
17. 아이티 (2024년 5월 1일[37][38] ~ 현재)
  - 수도인 포르토프랭스를 비롯한 아이티 현지에서 결성된 무장 갱단들의 활동으로 인하여 무정부 상태에 빠진 아이티의 치안 상황이 악화되고 정세 불안정 현상이 지속됨에 따라 2024년 5월 1일을 기해 여행 금지 국가로 지정되었다.
18. 이스라엘 북부 레바논 접경 블루 라인 지역 4km 구간 (2024년 8월 7일[43][44] ~ 현재)
19. 레바논 남부주, 나바티예주 (2024년 10월 11일[45][46] ~ 현재)
  - 2023년 10월부터 시작된 이스라엘-하마스 전쟁의 여파로 인하여 이스라엘 방위군과 레바논의 시아파 무장 정파인 헤즈볼라 간의 무력 충돌이 빈번하게 일어남에 따라 2024년 8월 7일을 기해 여행 금지 지역으로 지정되었다. 레바논의 경우 2024년 8월 7일에 남부 이스라엘 접경 블루 라인 지역 5km 구간이 여행 금지 지역으로 지정되었다가[43][44] 2024년 10월 11일에 남부주, 나바티예주 전체로 확대되었다.[45][46]
20. 콩고 민주 공화국 북키부주 (2025년 2월 1일[47][48] ~ 현재), 남키부주 (2025년 2월 19일[49] ~ 현재)
  - M23 공세의 여파에 따른 치안 악화로 인하여 여행 금지 지역으로 지정되었다.[47][48] 북키부주는 2025년 2월 1일을 기해 여행 금지 지역으로 지정되었으며[47][48] 남키부주는 2025년 2월 19일을 기해 여행 금지 지역으로 지정되었다.[49]

## 대한민국 여권법 이외 다른 법률로 여행이 금지된 지역
1. 북한
  - 《국가보안법》, 《남북 교류 협력에 관한 법률》(약칭 《남북 교류 협력법》)에 따라 정부의 허가 없이 방문할 수 없다.
2. 남극
  - 《남극 활동 및 환경 보호에 관한 법률》(약칭 《남극 활동법》)에 따라 정부의 허가 없이 방문할 수 없다.

그 외 군사적, 정치적인 이유로 군사 기지(특히 미군기지)나 중국의 차마고도, 미군 기지가 있는 영국령 인도양 지역도 현지 법률로 못 가게 막고 있다. 사우디아라비아에 위치한 이슬람교의 성지인 메카, 메디나도 종교적인 이유로 무슬림들만 제외하면 일반인들의 출입을 금지하고 있다.

#### 과거 다른 법률로 여행이 금지되었던 지역
2003년 인도네시아에서는 외국인들에게 서파푸아 주(이리안자야)를 못가게 막은 적도 있었다.

## 이전 여행 금지 대상 국가
1960~1970년대 냉전 시대에 대한민국이 반공주의 정책을 취했고, 동구권 역시 북한과 우호적인 스탠스였기에 동유럽 국가들과 라오스, 캄보디아, 베트남 등 동남아시아의 공산 국가들, 그리고 소련이나 중국 등도 여행금지 국가로 지정되었다. 이런 나라에 필요해서 가는 경우 외무부 장관의 허가를 받도록 되어 있었다. 물론 당시에도 소수의 언론 특파원이나 특수 직종 종사자들은 소련에 다녀오는 일이 종종 있었다. 그리고 이 사람들은 이런 경력을 죽을 때까지 우려먹었다. 이 당시 여행금지의 근거법률은 국가보안법이었다. 즉, 월북한 것과 같은 취급을 받았던 것이다.
그러다가 1989년 동유럽 국가들의 공산 정권이 민주화 혁명으로 붕괴되었고, 1989년과 1992년 사이 소련과 중국이 대한민국과 수교, 이들 국가는 현재 여행금지 국가 대상에서 해제되었다. 구 동독의 경우 1990년 독일 재통일로 여행금지가 해제되었다.
1. 소련
  - 냉전을 계기로 지정되었지만 1989년 여행 금지 대상 국가에서 제외되었다.
2. 동독
  - 냉전을 계기로 지정되었지만 1990년 여행 금지 대상 국가에서 제외되었다.
3. 유고슬라비아
  - 냉전을 계기로 지정되었지만 1989년 대상 국가에서 제외되었다.
4. 헝가리 인민공화국
  - 냉전을 계기로 지정되었지만 1989년 여행 금지 대상 국가에서 제외되었다.
5. 루마니아
  - 냉전을 계기로 지정되었지만 1990년 여행 금지 대상 국가에서 제외되었다.
6. 불가리아 인민공화국
  - 냉전을 계기로 지정되었지만 1990년 여행 금지 대상 국가에서 제외되었다.
7. 폴란드 인민공화국
  - 냉전을 계기로 지정되었지만 1989년 여행 금지 대상 국가에서 제외되었다.
8. 알바니아
  - 냉전을 계기로 지정되었지만 1991년 여행 금지 대상 국가에서 제외되었다.
9. 체코슬로바키아
  - 냉전을 계기로 지정되었지만 1989년 여행 금지 대상 국가에서 제외되었다.
10. 중국
  - 냉전을 계기로 지정되었지만 1988년 여행 금지 대상 국가에서 제외되었다.
11. 몽골 인민공화국
  - 냉전을 계기로 지정되었지만 1990년 여행 금지 대상 국가에서 제외되었다.
12. 쿠바
  - 1959년 공산주의 정권이 들어서면서 지정되었지만 1993년 여행 금지 대상 국가에서 제외되었다.
13. 베냉
  - 1975년 공산주의 정권이 들어서면서 지정되었지만 1989년 여행 금지 대상 국가에서 제외되었다.
14. 모잠비크 인민공화국
  - 1975년 독립하자 마자 공산주의 정권이 들어서면서 지정되었지만 1989년 여행 금지 대상 국가에서 제외되었다.
15. 콩고 인민공화국
  - 1970년 공산주의 정권이 들어서면서 지정되었지만 1991년 여행 금지 대상 국가에서 제외되었다.
16. 앙골라 인민공화국
  - 1976년 공산주의 정권이 들어서면서 지정되었지만 1989년 여행 금지 대상 국가에서 제외되었다.
17. 남예멘
  - 1967년 독립하자마자 공산주의 정권이 들어서면서 지정되었지만 1990년 여행 금지 대상 국가에서 제외되었다. 이후 통일 예멘은 2011년에 재지정되었다.[51]
18. 베트남
  - 냉전을 계기로 북베트남 한정으로 지정되었고[52] 1976년 베트남의 적화통일과 함께 전 지역이 지정되었지만 1992년 여행 금지 대상 국가에서 제외되었다.
19. 캄보디아
  - 1975년 폴 포트가 집권하면서 크메르 루주가 집단 학살을 일으킨 계기로 지정되었지만 1979년 폴 포트 정권이 무너지면서 제외가 검토되었다. 그러나 국명을 민주 캄푸치아에서 캄푸치아 인민 공화국으로 바꾸자 제외는 철회되고 이후 1997년 여행 금지 대상 국가에서 제외되었다.
20. 라오스
  - 1975년 공산주의 정권이 들어서면서 지정되었지만 1995년 여행 금지 대상 국가에서 제외되었다.
21. 남아프리카 공화국
  - 1956년 남아프리카 공화국의 인종 차별 정책인 아파르트헤이트 정책이 강화되면서 지정되었지만 1994년 아파르트헤이트 정책을 폐지하면서 여행 금지 국가에서 제외되었다.
22. 알제리
  - 냉전을 계기로 지정되었지만 1990년 여행 금지 대상 국가에서 제외되었다.

## 같이 보기
- 대한민국의 여행경보제도